# Amtsgericht Essen-Borbeck

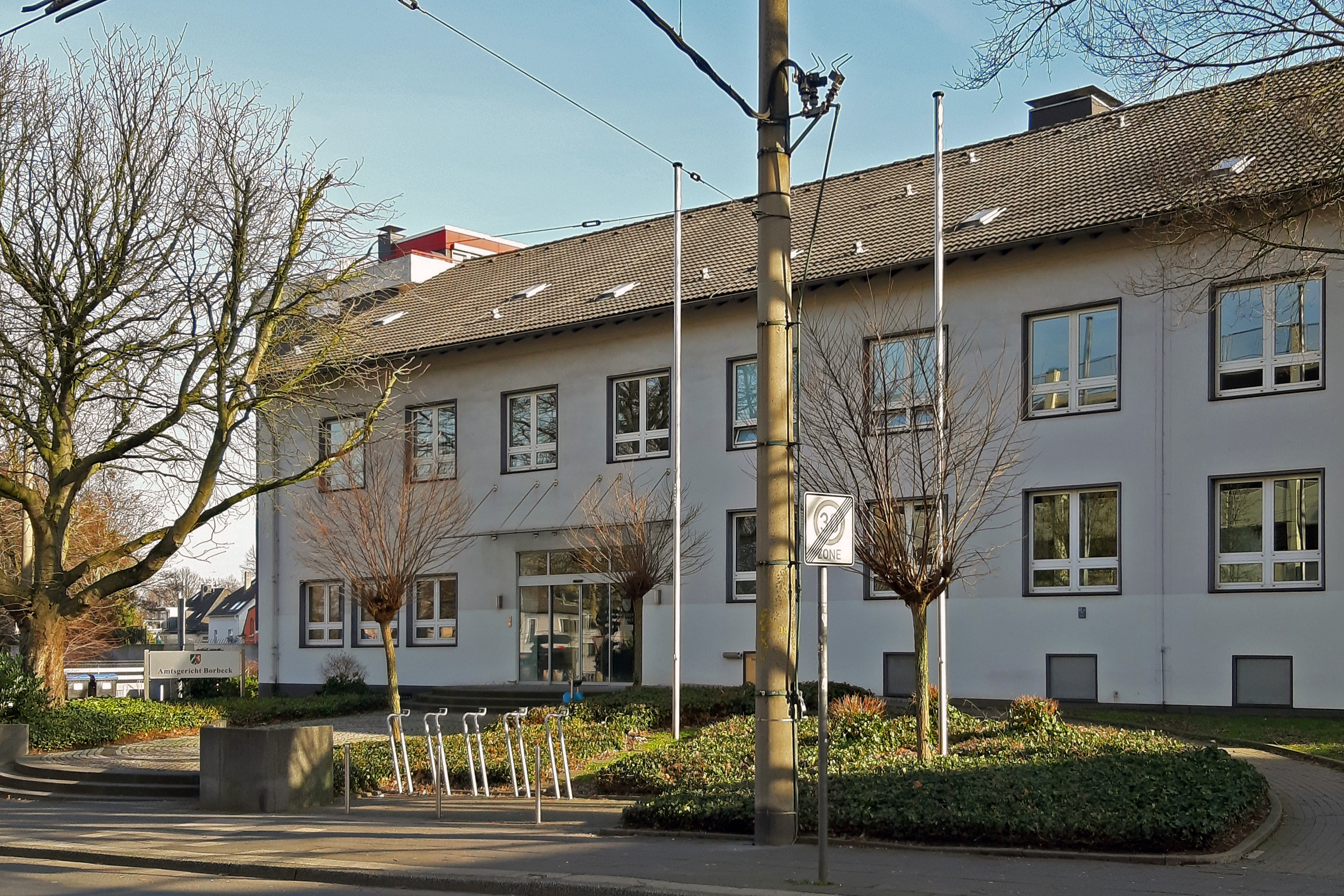
Amtsgericht Essen-Borbeck

Der Stadtteil Borbeck-Mitte der kreisfreien Stadt Essen ist Sitz des Amtsgerichts Essen-Borbeck, das für die Stadtteile Bedingrade, Bergeborbeck, Bochold, Borbeck-Mitte, Dellwig, Frintrop, Gerschede, Schönebeck und Vogelheim zuständig ist.

## Übergeordnete Gerichte
Die dem Amtsgericht Essen-Borbeck übergeordnete Körperschaft ist das Landgericht Essen, das wiederum dem Oberlandesgericht Hamm untersteht.

## Geschichte
Im April 1878 wurde beschlossen, dass die damalige Bürgermeisterei Borbeck ein Amtsgericht, das dem Landgericht Essen zugeteilt ist, erhalten soll. Das Königlich Preußische Amtsgericht Borbeck wurde am 1. Oktober 1879 eröffnet. Die beiden ersten Amtsrichter Lessing und Cosack wurden durch den Präsidenten des Landgerichts Essen in ihr Amt eingeführt. Das erste Gerichtsgebäude befand sich an der Ecke Rechtstraße/Gerichtsstraße (heute Kaufland) und kostete rund 50.000 Reichsmark.
Im Eingemeindungsvertrag der Bürgermeisterei Borbeck zur Stadt Essen vom 1. April 1915 wurde unter anderem festgehalten, dass die Stadt Essen stets darauf bedacht sein wird, dass in Borbeck ein Amtsgericht besteht.
Im Zweiten Weltkrieg wurde das erste Gerichtsgebäude beim Luftangriff am Abend des 13. März 1943 zerstört. Nachdem noch einige wichtige Akten gerettet wurden, brannte es völlig aus. So kamen die Tätigkeiten des Amtsgerichts Borbeck nach Ende des Krieges im Herbst 1945 an das Amtsgericht Essen. Das ursprüngliche Gebäude in Borbeck wurde nicht wieder aufgebaut.
Am 3. November 1953 wurde das heutige neue Gerichtsgebäude an der Marktstraße seiner Bestimmung übergeben. Es wurde mit Kosten von rund 700.000 DM neu errichtet und in den Jahren 1964 bis 1967 erweitert. Nach grundlegender Renovierung im Jahr 2007 sind hier heute rund 45 Mitarbeiter beschäftigt.